# Hacıbädälli
Hacıbädälli (azerbajdzjanska: Hacıbədəlli, även Hacıbadälli (Hacıbadəlli), tidigare ryska: Гаджыбеделли: Gadzjybedelli) är en ort i Azerbajdzjan.   Den ligger i distriktet Ağcabädi, i den centrala delen av landet, 220 km väster om huvudstaden Baku. Hacıbädälli ligger 37 meter över havet och antalet invånare är 3 148.
Terrängen runt Hacıbädälli är platt. Närmaste större samhälle är Ağcabädi, 7,9 km öster om Hacıbädälli.
Trakten runt Hacıbädälli består till största delen av jordbruksmark. Runt Hacıbädälli är det ganska tätbefolkat, med 62 invånare per kvadratkilometer.